# 크로스비트
크로스비트는 대한민국의 가수다. 2013년 싱글 [난 불곰이라해]로 데뷔했다.

## 방송
- 쇼미더머니1 (2012) - Top16

## 음반
- 난 불곰이라해 (2013)